# Trượt băng

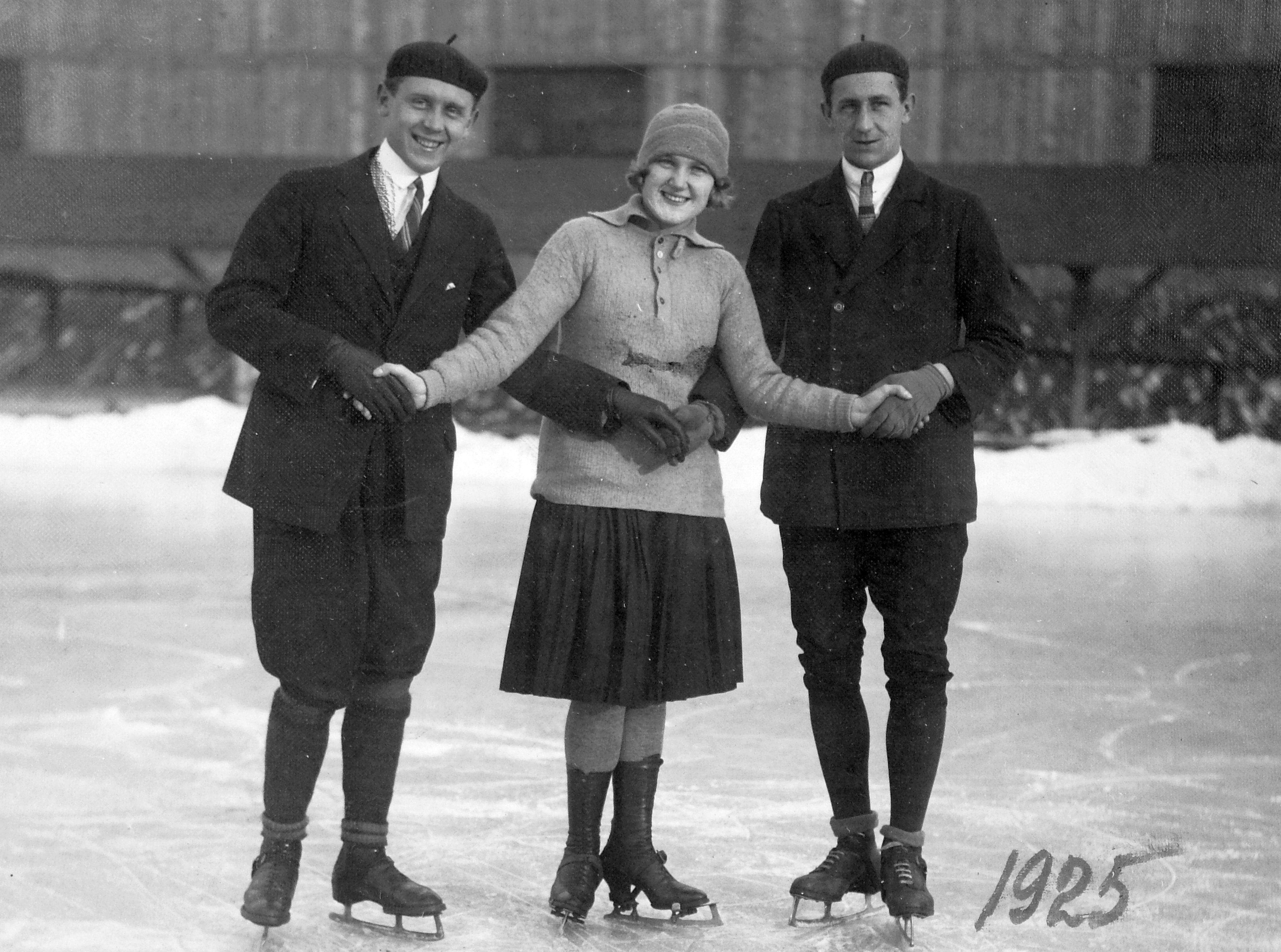
Những người trượt băng ngoài trời năm 1925

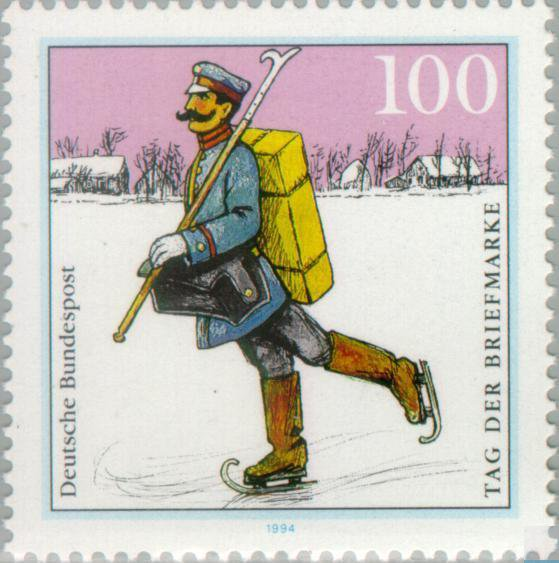
Người trượt băng ở Đức mùa đông nsem 1900 (con tem năm 1994)

Trượt băng là di chuyển trên băng bằng giày trượt băng.
Người ta trượt băng vì nhiều lý do khác nhau: rèn luyện sức khỏe, du lịch, giải trí và trong một số môn thể thao mùa đông. Mọi người có thể trượt băng trên những sân băng trong nhà và cũng có thể trượt trên sông, hồ đóng băng.

## Lịch sử

### Lịch sử ban đầu
Nghiên cứu cho thấy rằng việc trượt băng đã xảy ra sớm nhất tại miền nam Phần Lan hơn 4.000 năm trước. Điều này đã được thực hiện để tiết kiệm năng lượng trong các chuyến đi vào mùa đông. Trượt băng thực sự nổi lên khi một lưỡi thép với các cạnh sắc được sử dụng. Giày trượt bây giờ cắt vào băng thay vì lướt trên nó. Việc thêm các cạnh vào giày trượt băng được phát minh bởi người Hà Lan vào thế kỷ 13 hoặc 14. Những đôi giày trượt băng này được làm bằng thép, với các cạnh sắc nhọn ở phía dưới để hỗ trợ chuyển động.
Cấu trúc cơ bản của giày trượt băng hiện đại vẫn không thay đổi nhiều kể từ đó, mặc dù khác nhau rất nhiều về các chi tiết, đặc biệt là về phương pháp liên kết và hình dạng và cấu tạo của lưỡi thép. Tại Hà Lan, trượt băng được coi là phù hợp với mọi tầng lớp nhân dân, như được thể hiện trong nhiều bức tranh của các họa sĩ chuyên nghiệp ngày xưa.
Trượt băng cũng được thực hiện ở Trung Quốc trong triều đại Nhà Tống, và trở nên phổ biến trong gia đình cầm quyền của Nhà Thanh.

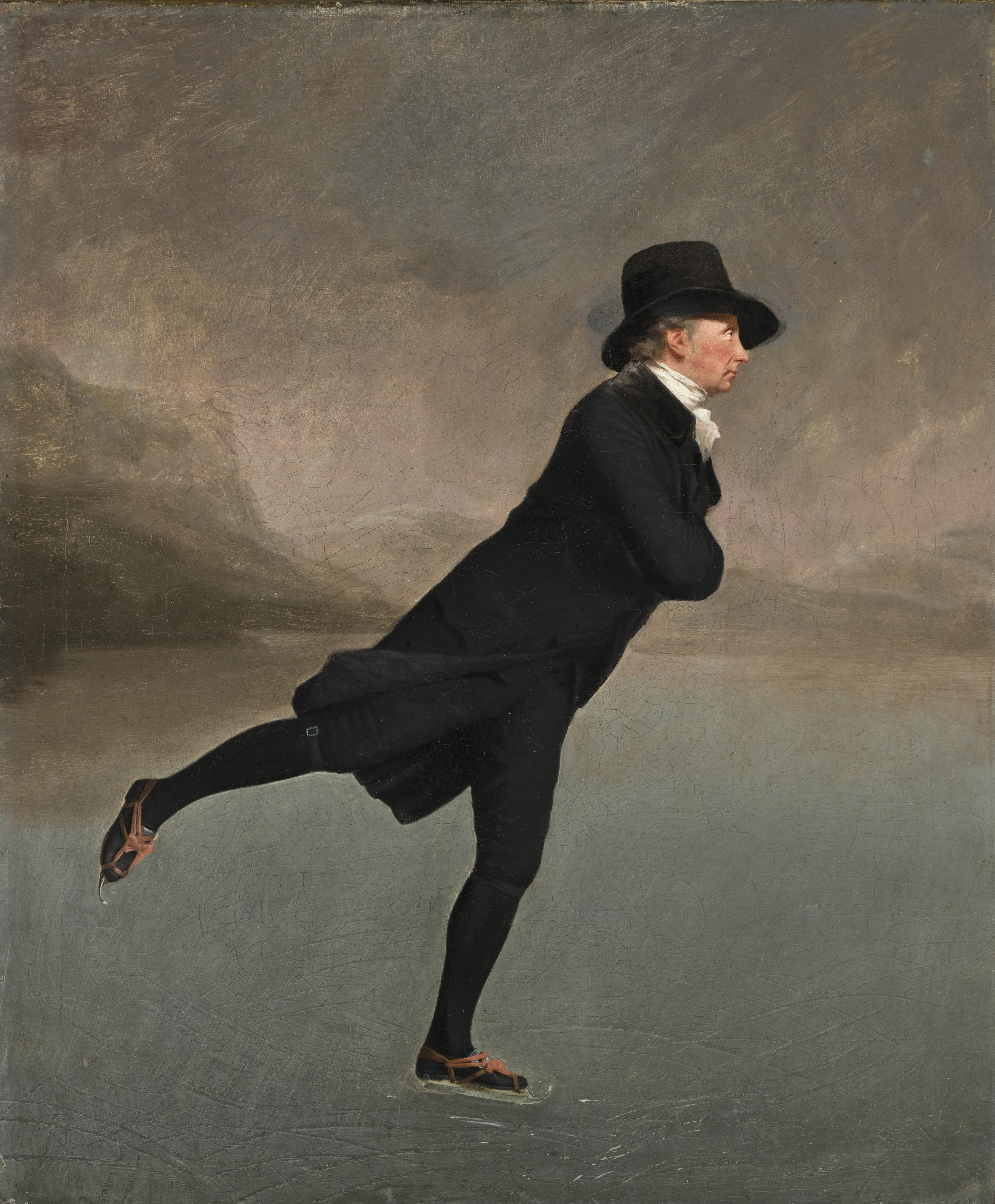
The Skating Minister bởi Henry Raeburn, vẽ một thành viên của Câu lạc bộ Trượt băng Edinburgh trong thập niên 1790

### Tăng độ phổ biến và những câu lạc bộ đầu tiên
Trượt băng được mang đến Anh Quốc từ Hà Lan, nơi James II bị lưu đày một thời gian ngắn. Khi ông trở về Anh, môn thể thao 'mới' này được giới thiệu tới tầng lớp quý tộc Anh, và nhanh chóng được mọi người ở mọi tầng lớp yêu thích.
Câu lạc bộ trượt băng được tổ chức đầu tiên là Câu lạc bộ Trượt băng Edinburgh, thành lập năm trong thập niên 1740, (một số người cho rằng câu lạc bộ được thành lập từ năm 1642).
Một tài liệu tham khảo đương đại cổ về câu lạc bộ xuất hiện trong tái bản thứ hai (1783) của Encyclopædia Britannica:
Thủ phủ của Scotland có lẽ đã sản sinh ra nhiều người trượt băng thanh lịch hơn bất kỳ quốc gia nào: và tổ chức của một câu lạc bộ trượt băng khoảng 40 năm trước đây đã góp phần không nhỏ vào việc cải thiện trò giải trí tao nhã này.
Từ mô tả này và những thứ khác, rõ ràng hình thức trượt băng được thực hiện bởi các thành viên câu lạc bộ thực sự là một hình thức ban đầu của trượt băng nghệ thuật chứ không phải là trượt băng tốc độ. Để được nhận vào câu lạc bộ, các thí sinh phải vượt qua bài kiểm tra trượt băng mà trong đó họ phải xoay một vòng hoàn chỉnh trên một trong hai chân, sau đó nhảy qua một chiếc mũ đầu tiên, sau đó là cái thứ hai và ba, đặt chồng lên nhau trên băng.
Trên Lục địa Châu Âu, việc tham gia trượt băng chỉ giới hạn ở các thành viên của tầng lớp thượng lưu. Hoàng đế Rudolf II của Đế quốc La Mã Thần thánh rất thích trượt băng, ông đã tổ chức một lễ hội băng lớn tại triều đình của mình để làm phổ biến môn thể thao này. Vua Louis XVI của Pháp đã mang trượt băng đến Paris trong triều đại của mình. Madame de Pompadour, Napoleon I, Napoleon III và Nhà Stuart, cùng với những người hoàng gia và tầng lớp thượng lưu khác đều là những người hâm mộ môn trượt băng.

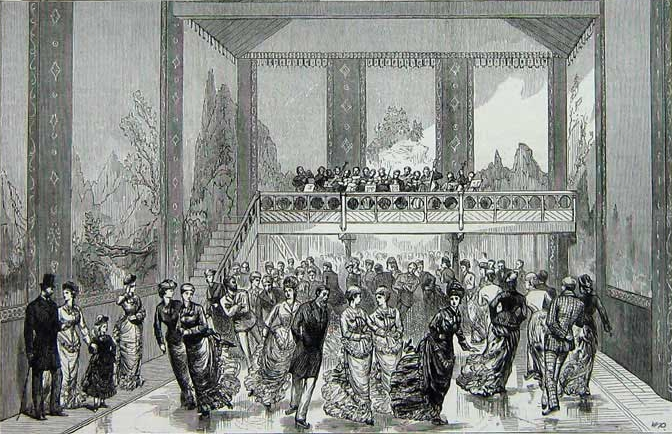
Bên trong Glaciarium năm 1876

Câu lạc bộ trượt băng tiếp theo được thành lập tại London năm 1830. Giữa thế kỷ 19, trượt băng là một trò tiêu khiển phổ biến trong tầng lớp trung lưu và thượng lưu của Anh—Victoria của Anh làm quen với chồng tương lai, Albrecht xứ Sachsen-Coburg và Gotha, qua nhiều chuyến đi trượt băng—và những nỗ lực ban đầu trong việc xây dựng sân trượt băng nhân tạo đã được thực hiện trong thời kỳ "chứng cuồng sân trượt băng" năm 1841–44. Vì công nghệ duy trì băng tự nhiên không tồn tại, những sân trượt ban đầu này đã sử dụng một chất thay thế bao gồm hỗn hợp mỡ và các loại muối khác nhau. Một mục trong 'Living Age' của Littell xuất bản ngày 8 tháng 5 năm 1844 cố ghi ở đầu về 'Glaciarium' rằng "Cơ sở này, đã được chuyển đến Grafton street East'Đường Tottenham Court, đã được mở vào buổi chiều thứ hai. Khu vực băng nhân tạo cực kỳ thuận tiện có thể thỏa mãn ước muốn tham gia vào trò tiêu khiển trượt băng duyên dáng và nam tính".

### Nổi lên là một môn thể thao

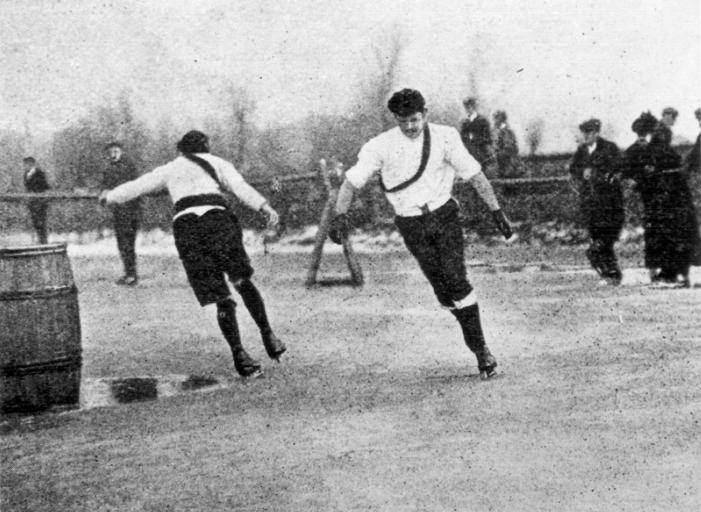
Trượt băng đầm lầy thế kỷ 19

Trượt băng trở nên phổ biến như một trò giải trí, một phương tiện giao thông và môn thể thao dành cho khán giả ở vùng Fenlands ở Anh dành cho mọi người từ mọi tầng lớp, được thực hiện bởi người lao động, hầu hết là lao động nông nghiệp. Người ta không biết từ khi nào các trận đấu trượt băng đầu tiên được tổ chức, nhưng vào đầu thế kỷ XIX những cuộc đua đã được tổ chức và kết quả của các trận đấu đã được đăng trên báo. Trượt băng như một môn thể thao được thực hiện trên các hồ tại Scotland và những con kênh tại Hà Lan. Trong thế kỷ 13 và 14 gỗ được dùng làm lưỡi giày trượt thay cho xương, và năm 1572 những chiếc giàu trượt sắt đầu tiên được sản xuất. Khi nước đóng băng, những trận đấu trượt băng được tổ thức tại các thị trấn và làng tại vùng Fenlands. Trong những trận đấu địa phương này đàn ông (hoặc đôi khi là phụ nữ hoặc trẻ em) tranh đấu vì giải thưởng là tiền, quần áo hoặc đồ ăn.
Những người chiến thắng trong các trận đấu địa phương được mời tham gia các trận đấu lớn hoặc trận đấu tranh giải vô địch, trong đó các vận động viên trượt băng từ khắp vùng Fenlands sẽ cạnh tranh để giành giải thưởng tiền mặt trước hàng ngàn người. Các trận đấu vô địch có hình thức của một cuộc thi chính của người xứ Wales hoặc cuộc thi "người đứng cuối cùng". Các đối thủ cạnh tranh, 16 người hoặc đôi khi là 32, đã được ghép đôi trong các cuộc đua và người chiến thắng của mỗi cuộc đua đã đi qua vòng tiếp theo. Một khoảng cách 660 thước Anh đã được đo trên băng và một cái thùng có cờ trên đó được đặt ở hai đầu. Đối với một cuộc đua dài một dặm rưỡi, các vận động viên trượt băng phải hoàn thành hai vòng thi, với vòng quay ba lần.

### Trượt băng nghệ thuật
Cuốn sách hướng dẫn về đầu tiên về trượt băng được xuất bản tại London vào năm 1772. Cuốn sách, được viết bởi một trung úy pháo binh người Anh, Robert Jones, mô tả các hình thức trượt băng nghệ thuật cơ bản như hình tròn và hình số tám. Cuốn sách được viết riêng cho nam giới, vì phụ nữ thường không trượt băng vào cuối thế kỷ 18. Từ khi cuốn sách hướng dẫn này được xuất bản, trượt băng được chia thành hai môn chính, trượt băng tốc độ và trượt băng nghệ thuật.
Người sáng lập trượt băng nghệ thuật hiện đại như được biết đến ngày nay là Jackson Haines, một người Mỹ. Anh là vận động viên trượt băng đầu tiên kết hợp các động tác múa ba lê và khiêu vũ vào trượt băng, trái ngược với việc tập trung vào các dấu vết để lại trên băng. Haines cũng đã phát minh ra xoay ngồi và phát triển một lưỡi trượt cong, ngắn hơn để rẽ dễ dàng hơn khi trượt băng nghệ thuật. Ông cũng là người đầu tiên đi giày có lưỡi trượt được gắn vĩnh viễn vào.

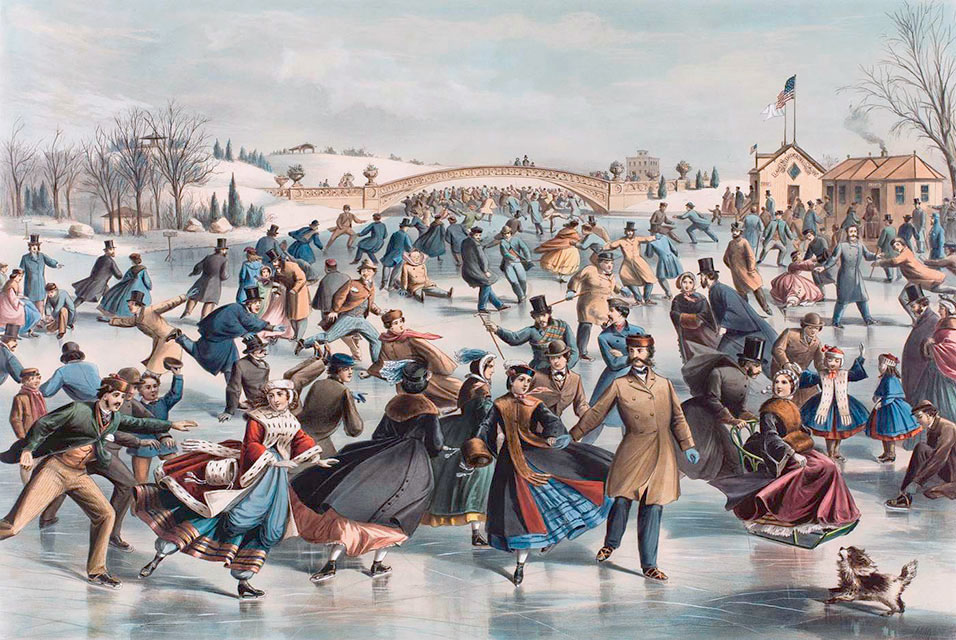
Central Park, Winter – The Skating Pond, 1862 bản in đá bởi Currier và Ives

Liên đoàn Trượt băng Quốc tế được thành lập năm 1892 với tư cách là tổ chức trượt băng đầu tiên tại Scheveningen, ở Hà Lan. Liên đoàn đã tạo ra bộ quy tắc trượt băng được mã hóa đầu tiên và quản lý các cuộc thi quốc tế về trượt băng nghệ thuật và trượt băng tốc độ. Giải vô địch đầu tiên, được gọi là Giải vô địch quốc tế Eislauf-Vereingung, được tổ chức tại Saint Petersburg vào năm 1896. Sự kiện này có bốn người tham gia và người giành chiến thắng là Gilbert Fuchs.

## Cơ học vật lý của trượt băng
Một chiếc giày trượt có thể lướt trên băng vì có một lớp phân tử băng ở bề mặt không bị ràng buộc chặt chẽ như các phân tử của khối băng bên dưới. Các phân tử này ở trạng thái bán lỏng, cung cấp dầu bôi trơn. Các phân tử trong lớp "gần như chất lỏng" hoặc "giống như nước" này ít di động hơn nước lỏng, nhưng di động hơn nhiều so với các phân tử sâu hơn trong băng. Ở khoảng −250 °F (−157 °C), lớp trơn này dày một phân tử; khi nhiệt độ tăng, lớp trơn trở nên dày hơn.
Từ lâu, người ta đã tin rằng băng trơn vì áp lực của vật tiếp xúc với nó làm cho một lớp mỏng tan chảy. Giả thuyết được đưa ra là lưỡi của một chiếc giày trượt băng, gây áp lực lên băng, làm tan chảy một lớp mỏng, cung cấp dầu bôi trơn giữa băng và lưỡi dao. Giải thích này, được gọi là "tan chảy áp lực", bắt nguồn từ thế kỷ 19. Tuy nhiên, điều này không giải thích cho việc trượt băng ở nhiệt độ băng thấp hơn −3,5 °C, trong khi những người trượt băng thường trượt trên băng ở nhiệt độ thấp hơn. Vào thế kỷ 20, một lời giải thích khác, được gọi là "gia nhiệt ma sát", đã được đề xuất, theo đó ma sát của vật liệu làm cho lớp băng tan chảy. Tuy nhiên, lý thuyết này cũng thất bại trong việc giải thích trượt băng ở nhiệt độ thấp. Trên thực tế, không có lời giải thích nào giải thích tại sao nước đá trơn trượt khi đứng yên ngay cả ở nhiệt độ dưới 0 độ. Một tính toán chi tiết về sự phụ thuộc vào vận tốc của ma sát đã chỉ ra rằng lực ma sát có tỷ lệ là căn bậc hai của vận tốc, điều này có thể giải thích tại sao băng vẫn trơn trượt ngay cả khi vận tốc thấp.

## Hình ảnh

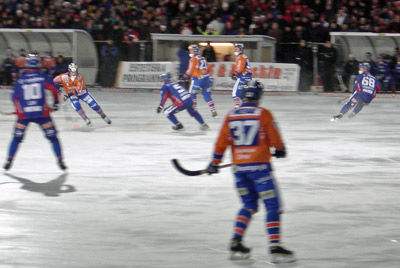
Khúc côn cầu
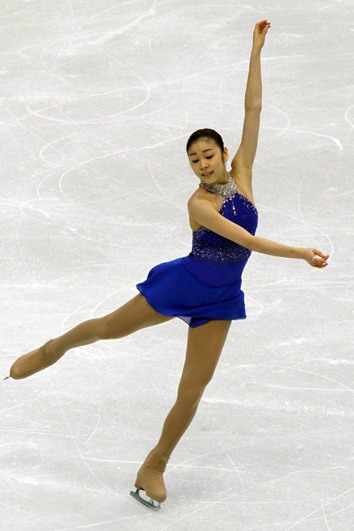
Trượt băng nghệ thuật
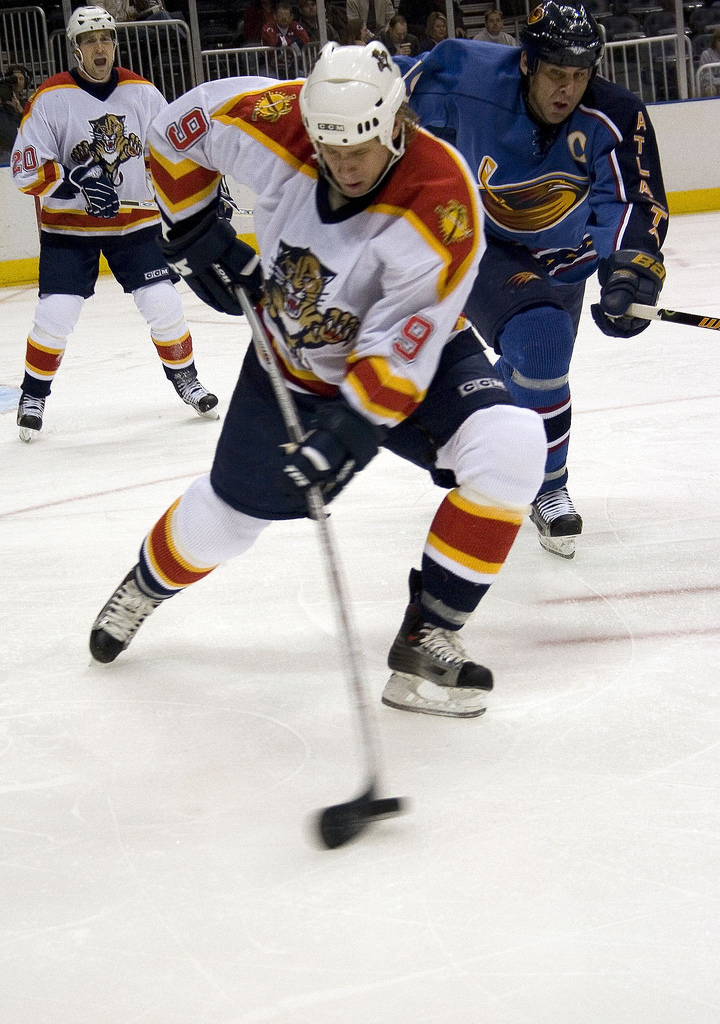
Khúc công cầu
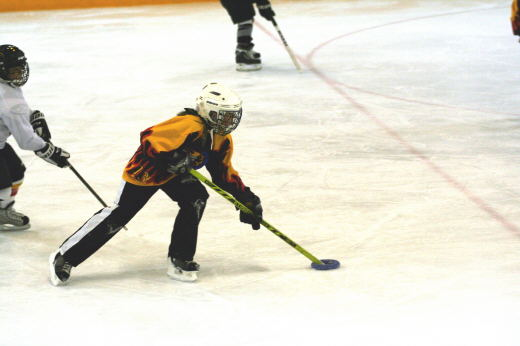
Ringette
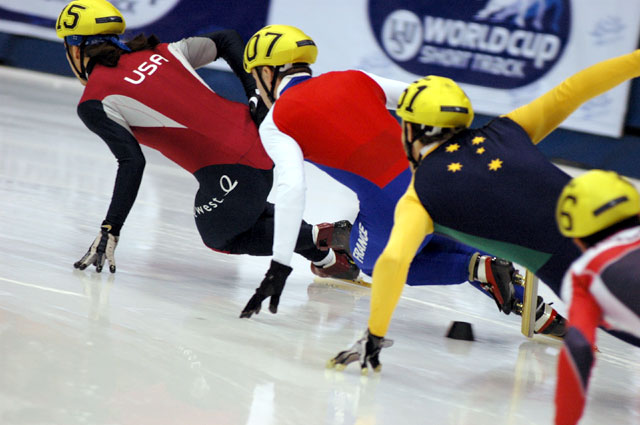
Trượt băng vòng ngắn
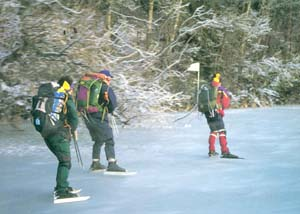
Trượt băng đường dài

## Video
- Người trượt băng trên Hồ Neusiedl.
- Trượt băng tại Central Park (1900), phim không tiếng một phút bởi Frank S. Armitage. Viện Phim EYE Hà Lan.
- Phim tài liệu về Giải Vô địch Trượt băng Thế giới dành cho phụ nữ tại Helsinki năm 1971.